# Izer Aliu
Izer Aliu (mac. Изер Алиу; ur. 1982 na terenie Macedonii) – norweski reżyser filmowy i scenarzysta pochodzenia macedońsko-albańskiego. Jego film pod tytułem Fluefangeren był wyświetlany na festiwalach filmowych między innymi w Toronto, Göteborgu i Tromsø.

## Życiorys
Ukończył na dwóch szwedzkich uniwersytetach studia z zakresu filozofii oraz stosunków międzynarodowych, a w 2012 roku ukończył Norweską Szkołę Filmową w Lillehammer.

## Filmografia
- Å vokte fjellet (2012)[2]
- Det gode livet, der borte (2014)[2][4][5]
- Fluefangeren (2017)[1][4]
- Echte Norweger (2021; serial)[6][7]
- 12 bragder (2022)[1][4]

## Nagrody
Film Izera Aliu pod tytułem Å vokte fjellet otrzymał 11 nagród:
- Nagroda Amanda za najlepszy film krótkometrażowy (2012)[3][8],
- najlepsza kinematografia na Norweskim Festiwalu Filmów Studenckich (2012),
- najlepszy norweski film krótkometrażowy na Międzynarodowym Festiwalu Filmowym w Bergen (2012),
- wyróżnienie na Minimalen Short Film Festival (2013),
- najlepszy międzynarodowy film krótkometrażowy na Międzynarodowym Festiwalu Krótkometrażowych AsterFest w Strumicy (2013),
- najlepsza reżyseria na Międzynarodowym Festiwalu Filmowym w Tetowie (2013),
- Złote Krzesło za najlepszy film krótkometrażowy na Norweskim Festiwalu Filmów Krótkometrażowych (2013),
- Nagroda Publiczności za najlepszy film krótkometrażowy na CinEast (2013),
- główna nagroda za film krótkometrażowy na Międzynarodowym Festiwalu Filmów Dziecięcych w Chicago (2013)[9],
- nagroda specjalna jury na Festiwalu Filmowym w Poitiers (2013)
- najlepsza kinematografia na festiwalu ŻubrOFFka (2013).

Dany film został również nominowany do Oscara.
W 2014 roku Aliu otrzymał za film Det gode livet, der borte główną nagrodę na Festiwalu Filmowym w Grimstad oraz Nagrodę Amanda. W 2017 roku został ponownie uhonorowany Nagrodą Amanda, tym razem za film Fluefangeren.
W roku 2015 został uhonorowany Nagrodą Andersa Jahre.